# Voßkanal
Der Voßkanal, amtliches Kürzel VoK, ist ein etwa 15 Kilometer langer Seitenkanal zur Havel zwischen Zehdenick und Liebenwalde im deutschen Bundesland Brandenburg.
Er ist Bestandteil der Oberen Havel-Wasserstraße und gehört in die Wasserstraßenklasse II. Zuständig ist das Wasserstraßen- und Schifffahrtsamt Eberswalde mit dem Außenbezirk Zehdenick (ABZ Zehdenick).

## Geschichte
Die Entstehung des Voßkanal teilt sich in zwei Abschnitte. Er entstand in den Jahren 1823 bis 27 und ab 1870. Der ältere Teilabschnitt wurde als Ersatz für den 1780  erstellten Voßgraben gebaut. Er bekam etwa die gleichen Endpunkte wie der vorherige Voßgraben bei Bischofswerder an der ungeteilten Havel und südlich von Liebenwalde an der Einmündung des Finowkanals in die Faule Havel. Er verläuft ebenfalls links neben der ungeteilten und der Faulen Havel, aber unmittelbar neben beiden.
Durch ihn konnte der Finowkanal besser und sicherer mit Havelwasser versorgt werden als durch den Voßgraben. Zudem wurde jetzt die direkte Schifffahrt von der Oberen Havel aus zum Finowkanal möglich, denn der Anfangsteil der Faulen Havel war nicht schiffbar, weil meistens versandet. Die Nord-Süd-Schifffahrt erfolgte ab jetzt überhaupt auf der Faulen Havel, denn diese war unterhalb von Liebenwalde schon zusammen mit dem Neubau des Finowkanals im 18. Jahrhundert schiffbar gemacht worden. In die bisher befahrenene Schnelle Havel (rechter Arm der Havel-Verzweigung) wurde nur noch für die Schifffahrt auf dem Voßkanal (und weiter auf der Faulen Havel) und für die Versorgung des Finowkanals verzichtbares Wasser durchgelassen. Etwa in der Mitte des anfänglichen Voßkanals wurde eine Schifffahrtsschleuse, die Voßschleuse errichtet.
Die Verlängerung des Voßkanals nach Norden bis an den Südrand von Zehdenick war nötig geworden, weil die Havelwegen ihrer vielen Windungen, ihrer stark wechselnder Breite und zum Teil unzureichender Tiefe schon ab Zehdenick den gewachsenen Anforderungen durch die Binnenschifffahrt und die Flößerei nicht mehr genügte. Oberhalb wurde die Havel schon 1866 bis 69 von Zehdenick bis zum Stolpsee (unterhalb Fürstenberg) reguliert und begradigt.
Im verlängerten Teil des Voßkanals wurden später (1880 bis 1882) die Schleuse Bischofswerder und die Schleuse Krewelin gebaut und die Voßschleuse aufgegeben.
Heute gibt es nur noch eine, die in den 1930er Jahren erhöhte und 1974/75 neu gebaute Schleuse Bischofswerder. In der gleichen Zeit wurde zur besseren Verteilung des Wassers in Havel und Voßkanal an der Anschlussstelle an die Havel in Zehdenick eine Freiarche errichtet. Während der Bauzeit des Voßkanals wurde gleichzeitig die am Nordwestrand von Zehdenick gelegene Schleuse Zehdenick erneuert.
Für die Entwicklung Berlins war der Voßkanal von großer Bedeutung. In der Zeit vor dem Ersten Weltkrieg wurden auf dem Voßkanal pro Jahr etwa 1,75 Millionen Tonnen Ziegel für die Erweiterung Berlins transportiert. 1969 und 1970 wurden zur Verbesserung der Ertragssicherheit der Landwirtschaft und für verbesserten Hochwasserschutz die Regulierung an der Freiarche Zehdenick optimiert und die Schnelle Havel von langandauernden Hochwassersituationen entlastet. Der Hochwasserüberschuss verbleibt seither im Voßkanal.
Der Voßkanal wurde bis 1971 in dieser Ausbaustufe von der Schifffahrt genutzt. Ab 1971 erfolgten umfangreiche Sohlevertiefungen und Wasserspiegelanhebungen, wodurch die Schleuse Krewelin überflüssig und rückgebaut wurde.
Die Kilometrierung des Voßkanals beginnt an der Einmündung des Finowkanals, geht zu Berg und setzt sich in der Oberen-Havel-Wasserstraße fort.

## Schleusen
Folgende Daten zur ältesten, der Voßschleuse sind bekannt, die Länge zwischen den Drempeln betrug 45,50 Meter und die Lichte Weite der Schleusenkammer 5,34 Meter.
| Ort                                            | Name der Schleuse       | Wasserstraßen-kilometer | Abmessungen (Kammerlänge/Kammerbreite/Torweite/Fallhöhe) | Verkehrsfreigabe/Baujahr/Sanierung/Stilllegung | Bild | Koordinaten |
| ---------------------------------------------- | ----------------------- | ----------------------- | --- | ---------------------------------------------- | ---- | ----------- |
| nördlich von Krewelin (Ortsteil von Zehdenick) | Schleuse Krewelin       | OHW 11,35               | L ca. 40 / B 6,30 m; auf einer Seite eine 16,80 Meter lange Ausbuchtung. Die dadurch entstandene Breite von 10,30 Meter diente der Aufnahme eines Schleppers während des Schleusenvorganges. | Erbaut 1880/82, 1971 abgerissen                |      | Karte       |
| in Bischofswerder (Ortsteil von Liebenwalde)   | Schleuse Bischofswerder | OHW 4,53 (Voßkanal)     | L 85,0 m / B 10,6 m / Fallhöhe 3,3 m | Erbaut 1880/82, 1971 und 1991 erneuert         |      | Karte       |

## Brücken
Über den Voßklanal und über die kanalisierte Havel in Zehdenik führen je drei Brücken.

### Voßkanal
- Thürenbrücke in Liebenwalde, km 0,84
- Schleusenbrücken Bischofswerder, km 4,53
- Straßenbrücke Krewelin, km 10,65.

### Havel
- Kampbrücke, km 15,10
- Hastbrücke, km 15,75
- Schleusenbrücke Zehdenick, km 15,92.

## Karten
- Folke Stender: Redaktion Sportschifffahrtskarten Binnen 1. Nautische Veröffentlichung Verlagsgesellschaft, ISBN 3-926376-10-4.
- W. Ciesla, H. Czesienski, W. Schlomm, K. Senzel, D. Weidner: Schiffahrtskarten der Binnenwasserstraßen der Deutschen Demokratischen Republik 1:10.000. Band 4. Hrsg.: Wasserstraßenaufsichtsamt der DDR. Berlin 1988, OCLC 830889996.

## Anmerkung
1. ↑  Hans-Joachim Uhlemann: Berlin und die Märkischen Wasserstraßen, DSV-Verl., Hamburg 1994, ISBN 3-344-00115-9, S. 44
Dass die ungeteilte Havel ein Stück weit benutzt worden wäre, steht im Widerspruch zur Darstellung im Bild 4.16 / S. 43 und im Bild 9.2 / S. 168. Zudem mäandert die Havel dort noch heute.

Dass der obere Teil der Faulen Havel vollständig im Voßkanal aufgegangen sei, steht im Widerspruch dazu, dass die Teilung in Schnelle und Faule Havel heute noch besteht und von dort aus noch Wasser parallel zum  unteren Teil des Voßkanals und weiter bis zur Schleuse Liebenwalde fließt.